# Manuel Francisco Machado
Manuel Francisco Machado, primeiro e único barão de Solimões (Óbidos, 10 de novembro de 1838 — Óbidos, 18 de agosto de 1928) foi um advogado e político brasileiro.
Filho de Francisco José Machado, formou-se em direito pela Universidade de Coimbra, sendo também jornalista, Diretor da Instrução Pública do Estado e proprietário rural.
Recebeu o título de Barão de Solimões em setembro de 1889. Era comendador da Imperial Ordem da Rosa e da Imperial Ordem de Cristo.
Pertencente ao PLI (Partido Liberal), foi presidente da província do Amazonas, de 1 de julho até 21 de novembro de 1889, pouco após a Proclamação da República. Foi depois senador e constituinte de 1890 a 1900.